# Carl August Flickschu
Emil Carl August Flickschu (* 7. Juli 1821 in Guhrau, Kreis Guhrau, Provinz Schlesien; † 1. Mai 1888 in Burg (bei Magdeburg), Provinz Sachsen) war ein deutscher Kaufmann, Tuchfabrikant und Stadtrat.

## Leben

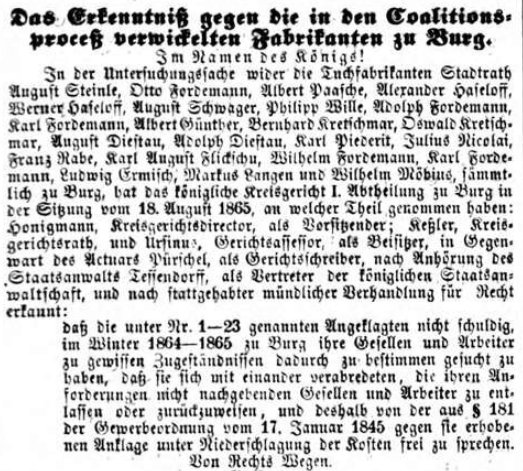
Zeitungsartikel aus der Magdeburger Presse vom 21. September 1865 – Verwicklung Carl August Flickschus und anderer Burger Fabrikanten in einen Gerichtsprozess.

Flickschu heiratete 1849 Pauline Amalie Therese Müller, die Tochter des Burger Tuchfabrikanten Johann Ludwig Müller und übernahm gemeinsam mit seinem Schwager Ludwig Otto Gustav Müller ab 1855 die Tuchfabrik der Gebrüder Müller in der Oberstraße/Ecke Zerbster Straße in Burg.
Er gehörte zur Oberschicht der Stadt und erarbeitete sich ein beträchtliches Vermögen, zeigte sich aber stets sehr wohltätig gegenüber dem Gemeinwesen der Stadt Burg. Er verfügte die Stadtrat-August-Flickschu-Stiftung (30.790 Mark) für verarmte Einwohner, 5.000 Mark für den Frauenverein in Burg und rief die Flickschu’sche Renten- und Stipendienstiftung mit einem Kapital von 128.161 Mark ins Leben.
Flickschu heiratete am 10. August 1851 in zweiter Ehe Albertine Pauline Flickschu (geborene Styrle), welche nach seinem Tod mit Hilfe der nachfolgenden, in Kaufmanns- und Finanzgeschäften erfolgreichen Generation der Familie bis an ihr Lebensende die Wohltätigkeit fortsetzte.
Gemeinsam hatten die beiden zwei Kinder, welche jedoch beide in jungen Jahren verstarben. Die erstgeborene Tochter Rosie Marie Luise Pauline Martha Flickschu wurde am 8. September 1852 geboren und verstarb bereits am 14. Februar 1853. Der zweitgeborene Sohn Carl August Ludwig Paul Flickschu wurde am 28. Juli 1854 in Burg geboren und verstarb am 15. Juli 1872 in Meran (Tirol).
Während sie zu Lebzeiten mit den sogenannten Brehmer Wiesen schon den Platz aussuchte, erwarb und 1898 der Stadt schenkte, vermachte sie nach ihrem Tod der Stadt 170.486 Mark für die Anlage eines öffentlich zugänglichen Stadtparks, der den Namen der Stifter tragen sollte. Durch Schwierigkeiten, unter anderem bei der Gestaltung des Geländes am Fluss Ihle, konnte der Flickschupark erst 1912 realisiert werden. Der Burger Goethepark wurde ebenfalls durch diese Mittel finanziert.